# Holsbeek
Holsbeek är en kommun i Belgien.   Den ligger i provinsen Flamländska Brabant och regionen Flandern, i den centrala delen av landet, 30 km öster om huvudstaden Bryssel. Antalet invånare är 9 722.
Trakten runt Holsbeek består till största delen av jordbruksmark. Runt Holsbeek är det tätbefolkat, med 257 invånare per kvadratkilometer.